# Colletes radoszkowskii
Colletes radoszkowskii är en biart som beskrevs av Noskiewicz 1936. Colletes radoszkowskii ingår i släktet sidenbin, och familjen korttungebin. Inga underarter finns listade i Catalogue of Life.